# Míriam Martinho
Míriam Martinho (Río de Janeiro, 1954) es una de las principales feministas en Brasil y forma parte de la segunda generación de periodistas feministas, que surgió en la década de 1980. Fue una de las primeras personas en acercar el lesbianismo al feminismo y fundó una de las primeras organizaciones feministas y lesbianas en el país. Ella y Rosely Roth obtuvieron reconocimiento por organizar una protesta, conocida en el "muro de piedra brasileño" en Ferro's Bar en 1983. Ha escrito para numerosas revistas LGBT y feministas y ha presentado testimonios de expertos sobre el estado de la comunidad LGBT en Brasil.

## Trayectoria
crecida en la ciudad de São Paulo, es una de las figuras históricas y pioneras del feminismo brasileño y del Movimiento LGTB Brasileño. Martinho se formó en Letras por la Universidad de São Paulo (USP) y en traducción por la Asociación Alumni.
Fue fundadora del Grupo Lésbico-Feminista (1979-1981) y en octubre de 1981 juntamente con Rosely Roth, otra renombrada activista lésbica del Brasil, el Grupo Acción Lésbica-Feminista o GALF (1981-1990).  También concibió y produjo el periódico Chanacomchana que circuló en la década de los 80 y la revista Um Outro Olhar (Otra mirada) (1989-2002).
En 1983 participó en la manifestación en el Ferro's Bar en São Paulo, conocida como el Stonewall versión brasileña. También fue cofundadora de la Red de Información Otra Mirada en 1989, oficializada el 12 de abril de 1990 (35 años), una entidad civil y apartidaria, siendo la primera organización brasileña en dedicarse especialmente a la salud de la mujer lésbica del país. 
Al presente (2011), manteniendo su intensa militancia por los Derechos Humanos, entre otras actividades profesionales y de voluntariado, Martinho actúa como periodista y redactora jefe de los websites Umoutroolhar y Contraocorodoscontentes, dos de los más relevantes portales de la Intelligentsia lésbica en el Brasil.

## Honores
Miembro de varios encuentros internacionales
- IX Conferência Internacional do Serviço de Informação Lésbica Internacional-ILIS. Ginebra, Suiza, 28 al 31 de marzo de 1986
- I Encontro de Lésbicas-Feministas Latino-Americanas e do Caribe. Taxco, México, 1987
- Reunião de Reflexão Lésbica-Homossexual. Santiago, Chile, noviembre de 1992